# تخطيط الصدى الطبي
تخطيط الصدى أو التخطيط التصواتي (ويقال مجازا إجراء الأشعة الصوتية) هي صور تستخدم الموجات فوق الصوتية (أي الموجات التي تفوق قدرة سمع الإنسان، وتبدأ من 20 ألف هرتز)، أي أنها موجات ذات ترددات عالية نسبيا بحيث أن الأذن البشرية لا تستطيع أن تسمعها.
الاسم الدارج للموجات التصواتية (فوق الصوتية) هو الموجات الصوتية مع أنه لا يمثل حقيقة الموجات المستخدمة. وتستخدم في تشخيص والعلاج أيضا فهي تقوم بتصوير الأنسجة والأعضاء وغيرها ويشيع استخدامها في طب النساء والتوليد.
تشمل الموجات فوق الصوتية الطبية تقنيات التشخيص (تقنيات التصوير بشكل أساسي) باستخدام الموجات فوق الصوتية، بالإضافة إلى التطبيقات العلاجية للموجات فوق الصوتية. في التشخيص، تُستَخدَم الموجات فوق الصوتية لإنشاء صورة لهياكل الجسم الداخلية مثل الأوتار والعضلات والمفاصل والأوعية الدموية والأعضاء الداخلية، لقياس بعض الخصائص (مثل المسافات والسرعات) أو لتوليد صوت مسموع. عادة ما يكون هدفه العثور على مصدر للمرض أو استبعاد حالة مرضية معينة. يُطلق على استخدام الموجات فوق الصوتية لإنتاج صور مرئية للطب التصوير بالموجات فوق الصوتية الطبية. تسمى ممارسة فحص النساء الحوامل باستخدام الموجات فوق الصوتية التصوير بالموجات فوق الصوتية للولادة. كان هذا النوع من التصوير تطورًا مبكرًا للتصوير بالموجات فوق الصوتية السريرية.
تتكون الموجات فوق الصوتية من موجات صوتية ذات ترددات أعلى بكثير من نطاق سمع الإنسان (أكثر من 20 ألف هرتز). تنشأ الصور بالموجات فوق الصوتية عن طريق إرسال نبضات من الموجات فوق الصوتية إلى الأنسجة باستخدام مسبار. تصدر نبضات الموجات فوق الصوتية وتمر عبر الأنسجة ذات خصائص الانعكاس المختلفة وتعود إلى المسبار الذي يسجلها ويعرضها كصورة.
يمكن تشكيل العديد من أنواع الصور المختلفة. النوع الأكثر شيوعًا هو نوع صورة الوضع ب (السطوع)، والتي تعرض المعاوقة الصوتية لمقطع عرضي ثنائي الأبعاد من الأنسجة. تُظهر الأنواع الأخرى تدفق الدم، أو حركة الأنسجة بمرور الوقت، أو موقع الدم، أو وجود جزيئات معينة، أو تصلب الأنسجة، أو تشريح منطقة ثلاثية الأبعاد.
بالمقارنة مع طرق التصوير الطبي الأخرى، يملك التصوير بالموجات فوق الصوتية العديد من المزايا. فهو يوفر صورًا في الوقت الفعلي، وجهاز التصوير قابل للحمل والحركة، بالتالي يمكن إحضاره إلى سرير المريض. ويُعد أقل تكلفة بكثير من استراتيجيات التصوير الأخرى ولا يستخدم إشعاعات مؤينة ضارة. تشمل العيوب قيودًا مختلفة على مجال الرؤية، والحاجة إلى تعاون المريض، والاعتماد على بنية المريض، وصعوبة تصوير الهياكل المحجوبة بالعظام أو الهواء أو الغازات، وضرورة وجود طبيب ماهر، الذي عادة ما يحتاج إلى تدريب مهني.
يستخدم التصوير بالموجات فوق الصوتية على نطاق واسع في الطب. من الممكن إجراء كل من التشخيص والإجراءات العلاجية، باستخدام الموجات فوق الصوتية لتوجيه الإجراءات التداخلية مثل الخزعات أو لتصريف مجموعات السوائل، والتي يمكن أن تكون تشخيصية وعلاجية. المصوِّرون بالموجات فوق الصوتية هم اختصاصيون طبيون يجرون عمليات مسح طبي يفسرها أطباء الأشعة، والأطباء المتخصصين في تطبيق وتفسير طرائق التصوير الطبي، أو من قبل أطباء القلب في حالة تخطيط القلب بالموجات فوق الصوتية (تخطيط صدى القلب). على نحو متزايد، يستخدم الأطباء وغيرهم من المتخصصين في الرعاية الصحية الذين يقدمون رعاية مباشرة للمرضى الموجات فوق الصوتية في العيادة في المكتب والمستشفى (الموجات فوق الصوتية في نقطة الرعاية).
التصوير بالموجات فوق الصوتية فعال في تصوير الأنسجة الرخوة في الجسم. تُصوَّر الهياكل السطحية مثل العضلات والأوتار والخصية والثدي والغدة الدرقية والغدة جارات الدرقية ودماغ الأطفال حديثي الولادة بترددات أعلى (7-18 ميجاهرتز)، مما يوفر دقة خطية (محورية) وأفقية (جانبية) أفضل. تُصوَّر الهياكل الأعمق مثل الكبد والكلى بترددات منخفضة (1-6 ميجاهرتز) بدقة محورية وجانبية أقل من أجل اختراق الأنسجة الأعمق.
يمكن استخدام محول طاقة الموجات فوق الصوتية لمعظم أغراض التصوير ولكن قد تتطلب بعض الحالات استخدام محول طاقة متخصص. تُجرى معظم فحوصات الموجات فوق الصوتية باستخدام محول طاقة على سطح الجسم، ولكن غالبًا ما تكون نتائج التصوير أفضل إذا أمكن وضع محول الطاقة داخل الجسم وليس على سطحه. يُستَخدم لهذا الغرض محولات طاقة خاصة، بما في ذلك محولات الطاقة داخل المهبل والمحولات الداخلية في المستقيم والمريء. في أقصى الحالات، يمكن تركيب محولات طاقة صغيرة جدًا على قثاطر ذات قطر صغير ووضعها داخل الأوعية الدموية لتصوير جدران تلك الأوعية وأمراضها.

## المخاطر والآثار الجانبية
يعتبر التصوير بالموجات فوق الصوتية بشكل عام تصويرًا آمنًا. إذ تنص منظمات الصحة العالمية على:
«تُعرّف الموجات فوق الصوتية التشخيصية بأنها طريقة تصوير آمنة وفعالة ومرنة للغاية وقادرة على توفير معلومات هامة سريريًا حول معظم أجزاء الجسم بطريقة سريعة وفعالة بالنسبة لتكلفتها».
تعتبر دراسات الموجات فوق الصوتية التشخيصية للجنين آمنة بشكل عام أثناء الحمل. ومع ذلك، يجب تنفيذ هذا الإجراء التشخيصي فقط عندما يكون هناك مؤشر طبي صالح، ويجب استخدام أقل إعداد ممكن للتعرض بالموجات فوق الصوتية للحصول على المعلومات التشخيصية الضرورية بموجب مبدأ «أدنى مستوى ممكن عمليًا» أو مبدأ ALARP.
على الرغم من عدم وجود دليل على أن الموجات فوق الصوتية يمكن أن تكون ضارة بالجنين، لكن تُثني السلطات الطبية عادة بشدة عن ترويج أو بيع أو تأجير معدات الموجات فوق الصوتية لصنع «مقاطع فيديو تذكارية للجنين».

### الدراسات عن سلامة الموجات فوق الصوتية
- لم يجد التحليل التلوي للعديد من دراسات الموجات فوق الصوتية المنشورة في عام 2000 أي آثار ضارة ذات دلالة إحصائية ناتجة عن التصوير بالموجات فوق الصوتية. لوحظ أن هناك نقصًا في البيانات المتعلقة بالنتائج الموضوعية طويلة الأجل مثل النمو العصبي.[11]
- وجدت دراسة في كلية الطب بجامعة ييل نُشرت في عام 2006 ارتباطًا صغيرًا ولكن مهمًا بين الاستخدام المطول والمتكرر للموجات فوق الصوتية والهجرة العصبية غير الطبيعية عند الفئران.[12]
- أظهرت دراسة أجريت في السويد في عام 2001 أن الآثار الدقيقة للضرر العصبي المرتبط بالموجات فوق الصوتية تورطت في حدوث زيادة في استخدام اليد اليسرى عند الأولاد (علامة لمشاكل الدماغ عندما لا تكون وراثية) وتأخر الكلام.[13][14][15]
  - لم تؤكَّد النتائج المذكورة أعلاه في دراسة متابعة.[16]
  - ومع ذلك، أثبتت دراسة لاحقة أجريت على عينة أكبر من 8865 طفلاً، وجود ارتباط ذي دلالة إحصائية، وإن كان ضعيفًا، بين التعرض للموجات فوق الصوتية وعدم استخدام اليد اليمنى في وقت لاحق من الحياة.[17]

## اللائحة
تُنظَّم معدات الموجات فوق الصوتية التشخيصية والعلاجية في الولايات المتحدة من قبل إدارة الغذاء والدواء، وفي جميع أنحاء العالم من قبل الوكالات التنظيمية الوطنية الأخرى. تحد إدارة الغذاء والدواء من المخرجات الصوتية باستخدام عدة مقاييس؛ بشكل عام، تقبل الوكالات الأخرى المبادئ التوجيهية التي وضعتها إدارة الغذاء والدواء.
حاليًا، تعد ولايات نيو مكسيكو وأوريجون ونورث داكوتا في الولايات الأمريكية الوحيدة التي تنظم تشخيص أجهزة تخطيط الصدى الطبي. تتوفر امتحانات الشهادات لأخصائيي التصوير بالموجات فوق الصوتية في الولايات المتحدة من ثلاث منظمات: السجل الأمريكي للتصوير بالموجات فوق الصوتية الطبية التشخيصية، والسجل الدولي للقلب والأوعية الدموية، والسجل الأمريكي لتقنيي الأشعة.
المقاييس الأساسية المنظمة هي المؤشر الميكانيكي (MI)، وهو مقياس مرتبط بالتأثير الحيوي للتجويف، والمؤشر الحراري (TI) وهو مقياس مرتبط بالتأثير الحيوي لتسخين الأنسجة. تتطلب إدارة الغذاء والدواء الأمريكية ألا تتجاوز الآلة الحدود الموضوعة، والتي تعتبر متحفظة بشكل معقول في محاولة للحفاظ على الموجات فوق الصوتية التشخيصية كطريقة تصوير آمنة. وهذا يتطلب التنظيم الذاتي من جانب الشركة المصنعة من حيث معايرة الآلة.
أُطلقت تقنيات الرعاية قبل الولادة القائمة على الموجات فوق الصوتية وفحص جنس المولود في الهند في الثمانينيات. مع مخاوف بشأن إساءة استخدامها للإجهاض الانتقائي بسبب جنس الجنين، أصدرت حكومة الهند قانون تقنيات التشخيص قبل الولادة (PNDT) في عام 1994 للتمييز وتنظيم الاستخدامات القانونية وغير القانونية لمعدات الموجات فوق الصوتية. عُدّل القانون أيضًا باعتباره قانون تقنيات التشخيص قبل الحمل والولادة (تنظيم ومنع إساءة الاستخدام) (PCPNDT) في عام 2004 لردع ومعاقبة الفحص الجنسي قبل الولادة والإجهاض الانتقائي بسبب جنس الجنين. يعد تحديد جنس الجنين أو الكشف عنه باستخدام معدات الموجات فوق الصوتية أمرًا غير قانوني وجريمة يعاقب عليها القانون في الهند.

## وفقًا للعضو أو الجهاز
يُستخدم تخطيط الصدى (التصوير بالأمواج فوق الصوتية) بشكل واسع في الطب. يسمح تخطيط الصدى بتنفيذ الإجراءات التشخيصية والعلاجية، إذ يُستخدم لتوجيه الأدوات الأخرى في الإجراءات التداخلية كالخزعات أو نزح السوائل. يلتقط اختصاصيو تخطيط الصدى صورًا يفسرها أطباء الأشعة، وهم أطباء متخصصون في تطبيق مجموعة واسعة من أساليب التصوير الطبي وتفسيرها، أو أطباء الأمراض القلبية في حال تصوير القلب بالأمواج فوق الصوتية (تخطيط صدى القلب). يستخدم الأطباء (وغيرهم من مقدمي الرعاية الصحية الذين يقدمون الرعاية مباشرةً للمريض) التخطيط بالأمواج فوق الصوتية في العيادة أو المستشفى (تخطيط الصدى في نقاط الرعاية).
تخطيط الصدى الطبي فعال في تصوير الأنسجة الرخوة في الجسم. تُصوَّر البنى السطحية كالعضلات، والأوتار، والخصية، والثدي، والغدة الدرقية والغدد جارات الدرقية، والدماغ عند الأطفال، جميعها باستخدام ترددات عالية (7-18 ميغاهرتز)، فهي توفر أفضل استبانة خطية (محورية) وأفقية (جانبية). تُصوَّر البُنى الأعمق كالكبد والكليتين باستخدام ترددات أقل (1-6 ميغاهرتز)، وتكون الاستبانة المحورية والجانبية الناتجة أقل نتيجة التوضع العميق لهذه الأعضاء.
يمكن استخدام مسبار الأمواج فوق الصوتية العام لمعظم أغراض التصوير الصدوي، بينما تحتاج بعض التطبيقات الخاصة إلى استخدام مسابير مخصصة. تُنفذ معظم الإجراءات باستخدام مسبار على سطح الجسم، ولكن من الممكن أن يصبح التشخيص أكثر موثوقية في كثير من الأحيان عند وضع المسبار داخل الجسم. ولهذا تُستخدم مسابير متخصصة، ومنها المسبار المهبلي، والمستقيمي، والمسبار المريئي. يمكن في بعض الحالات تركيب مسبار صغير جدًا على قثطرة ذات قطر صغير تُدخل إلى الأوعية الدموية لتصوير جدرانها وآفاتها.

### علم التخدير
في علم التخدير، يشيع استخدام التصوير بالأمواج فوق الصوتية لتوجيه الإبرة عند حقن محلول التخدير الموضعي بالقرب من الأعصاب. يُستخدم أيضًا لتأمين المدخل الوعائي عند وضع القنية الوريدية المركزية، والقنية الشريانية صعبة التطبيق. كثيرًا ما يستخدم أطباء التخدير العصبي الدوبلر عبر الجمجمة للحصول على معلومات حول سرعة التدفق في الأوعية الدماغية القاعدية.

### علم الأوعية الدموية
في علم الأوعية الدموية أو طب الأوعية الدموية، تُستخدم الأمواج فوق الصوتية الثنائية (التصوير بالنمط بي B مع قياس التدفق الدوبلري) لتشخيص أمراض الشرايين والأوردة. هذا النوع من التصوير مهم بشكل خاص في طب الأعصاب، إذ يُستخدم تخطيط الصدى السباتي لتقييم تدفق الدم والتضيقات في الشرايين السباتية، ويُستخدم الدوبلر عبر الجمجمة لقياس تدفق الدم في الشرايين داخل الدماغ.

### طب القلب
تخطيط صدى القلب أداة أساسية في الأمراض القلبية، يساعد في تقييم وظيفة صمامات القلب، مثل التضيق أو القصور، وقوة انقباض (تقلص) العضلة القلبية، وكشف الضخامة أو التوسع في الأجواف القلبية (البطينين والأذينين).

### طب الطوارئ
هناك تطبيقات كثيرة لاستخدام الأمواج فوق الصوتية في نقاط الرعاية في حالات الطوارئ. يشمل ذلك التمييز بين الأسباب القلبية والأسباب الرئوية لتوقف التنفس الحاد، والتقييم المركّز للرضوض باستخدام التصوير بالأمواج فوق الصوتية لتقييم الاندحاس القلبي أو تدمي الصفاق بعد الرضوض. من الاستخدامات الأخرى في طب الطوارئ التفريق بين أسباب الآلام البطنية كالحصيات المرارية أو الحصيات الكلوية. تتمتع برامج الإقامة في طب الطوارئ بتاريخ حافل من التشجيع على استخدام تخطيط الصدى الطبي في الممارسة الطبية في أثناء تدريب الأطباء.

### طب الجهاز الهضمي/جراحة القولون والمستقيم
يُستخدم تخطيط الصدى عبر البطن أو داخل الشرج كثيرًا في طب الجهاز الهضمي وجراحة القولون والمستقيم. في تخطيط الصدى عبر البطن، تُصور الأعضاء الصلبة في البطن مثل البنكرياس، والشريان الأبهر، والوريد الأجوف السفلي، والكبد، والمرارة، والقنوات الصفراوية، والكليتين، والطحال. تعيق الغازات في الأمعاء الأمواج  فوق الصوتية وتخفف الدهون من هذه الأمواج بدرجات متفاوتة، ما يحد أحيانًا من القدرة التشخيصية للأمواج فوق الصوتية. قد تظهر الزائدة الملتهبة في التخطيط الصدوي (التهاب الزائدة الدودية على سبيل المثال)، وتكون الأمواج فوق الصوتية هي الخيار التصويري الأول في هذه الحالات، فهي تجنّب المريض التعرض غير الضروري للأشعة، لكننا نحتاج في كثير من الأحيان إلى إتباعها بطرق التصوير الأخرى كالتصوير المقطعي المحوسب. يُستخدم تخطيط الصدى داخل الشرج بشكل خاص عند استقصاء الأعراض الشرجية كسلس البراز أو صعوبة التغوط. يظهر تخطيط الصدى تشريح المحيط الشرجي القريب، وهو قادر على اكتشاف المشاكل الخفية مثل تمزق العضلة العاصرة الشرجية. يسمح التصوير بالأمواج فوق الصوتية بكشف أورام الكبد وتحديد صفاتها.

### طب النساء وطب التوليد
يسمح تخطيط الصدى الطبي بفحص الأعضاء الحوضية عند الإناث (خاصة الرحم، والمبيضين، وقناتي فالوب)، بالإضافة إلى المثانة، وملحقات الرحم، ورتج دوغلاس. يُستخدم في هذا الإطار مسابير خاصة للفحص عبر جدار الحوض ذات سطح منحنٍ وقطاعي، بالإضافة إلى استخدام المسابير المخصصة كالمسبار المهبلي.
طُور تخطيط الصدى التوليدي في أواخر خمسينيات القرن العشرين وستينياته على يد السير إيان دونالد، وهو يُستخدم بشكل شائع في أثناء الحمل لمتابعة تطور الجنين ومظهره. يمكن استخدامه لكشف الكثير من الحالات المؤذية للأم و/أو المولود التي تبقى دون تشخيص أو يتأخر تشخيصها بغياب التصوير بالأمواج فوق الصوتية. يُعتقد حاليًا أن خطر ترك هذه الحالات دون تشخيص أكبر من الخطر الصغير المحتمل المرتبط بالتعرض للأمواج فوق الصوتية. لكن استخدامه للأغراض غير الطبية مثل مقاطع الفيديو والصور «التذكارية» الخاصة بالجنين غير محبذ.
يُستخدم تخطيط الصدى التوليدي بشكل رئيسي من أجل:
- تحديد تاريخ الحمل (العمر الحملي)
- التحقق من عيوشية الجنين
- تحديد موقع الجنين، داخل الرحم أم خارجه
- تحديد موقع المشيمة بالنسبة لعنق الرحم
- معرفة عدد الأجنة (الحمل المتعدد)
- الكشف عن التشوهات الجسدية الكبرى
- تقييم نمو الجنين (لكشف مظاهر تحدّد النمو داخل الرحم)
- التحقق من حركة الجنين ونبض القلب
- تحديد جنس المولود

وفقًا للجنة الأوروبية لسلامة الأمواج فوق الصوتية الطبية:
يجب إجراء الفحص بالأمواج فوق الصوتية حصرًا بيد أشخاص أكفاء مدربين ومطلعين على التحديثات المتعلقة بالسلامة. ينتج عن استخدام الأمواج فوق الصوتية حرارة، وتغيرات في الضغط، واضطرابات ميكانيكية في الأنسجة. قد تؤدي الأمواج المستخدمة في التشخيص إلى ارتفاع درجة الحرارة في الأنسجة إلى مستوى مؤذٍ للأعضاء الحساسة والمضغة/الجنين. أُبلغ عن تأثيرات بيولوجية غير حرارية عند الحيوانات، ولكن حتى الآن، لم تظهر أي آثار من هذا القبيل عند البشر، إلا عند وجود فقاعات ميكروية في المواد الظليلة.
يجب توخي الحذر، واستخدام الأمواج منخفضة الطاقة، وتجنب توجيه موجات نبضية نحو دماغ الجنين ما لم يُطلب ذلك في الحمول عالية الخطورة.
أجهزة الأمواج فوق الصوتية مزودة بتقنيات دوبلرية مختلفة لتصوير الشرايين والأوردة. الأكثر شيوعًا هو الدوبلر الملون أو الدوبلر الطاقيّ، بالإضافة إلى تقنيات أخرى مثل التدفق من النمط ب  تُستخدم لإظهار تدفق الدم في الأعضاء. يمكن حساب سرعة تدفق الدم باستخدام الدوبلر ذي الأمواج النابضة أو الدوبلر ذي الأمواج المستمرة.
تُظهر الأرقام الصادرة عن حكومة المملكة المتحدة (وزارة الصحة) في الفترة 2005-2006 أن استخدامات الأمواج فوق الصوتية غير التوليدية شكلت أكثر من 65% من إجمالي فحوصات الأمواج فوق الصوتية المُجراة.

### ديناميكا الدم (الدورة الدموية)
يمكن قياس سرعة جريان الدم في الأوعية الدموية المختلفة، كالشريان المخي الأوسط أو الأبهر النازل، باستخدام تخطيط الصدى الدوبلري منخفض التكلفة نسبيًا قليل الخطورة. يوصل مسبار جهاز الدوبلر بشاشة محمولة. وبذلك، يمكن تقييم التدفق الدموي في الأوعية بالحد الأدنى من التدخل الجراحي عبر الجلد (غير ثاقب للوعاء) أو بشكل غير غازي. من الأمثلة الشائعة الدوبلر عبر الجمجمة، والدوبلر المريئي، والدوبلر فوق القص.

### طب حديثي الولادة
في طب حديثي الولادة، يمكن استخدام الدوبلر عبر الجمجمة لتقييم التشوهات البنيوية الدماغية، والنزف، وتضخم البطينات،  واستسقاء الدماغ، وأذيات انعدام التأكسج (تلين المادة البيضاء حول البطينات). يمكن أخذ الصور بالأمواج فوق الصوتية عبر وضع المسبار على البقع الطرية في جمجمة الأطفال حديثي الولادة (اليوافيخ) قبل أن تنغلق تمامًا في عمر السنة تقريبًا، إذ يشكل تعظمها حاجزًا صوتيًا لا تخترقه الأمواج فوق الصوتية. الموقع الأكثر شيوعًا لوضع المسبار في الجمجمة هو اليافوخ الأمامي. كلما كانت مساحة اليافوخ أصغر، انخفضت جودة الصورة.

## استخدامها للتشخيص
- متابعة وتصوير الجنين أثناء فترة الحمل.
- تشخيص عدد من أمراض القلب والصمامات القلبية، ومن فوائد هذه الطريقة أن التصوير يتم أثناء عمل القلب، وتكون الصور وظيفية، أي أثناء أداء القلب والصمامات لوظائفها الحيوية.
- تشخيص عدد من الأمراض البطنية، مثل حصى المرارة، التهابات المرارة، حصى الكلى، التهابات الأمعاء، الكشف عن التغيرات المرضية في الكبد والأمعاء والبنكرياس... الخ من الأمراض المتعددة التي تصيب البطن.
- الكشف المبكر عن حالات خلع الورك عند المواليد الجدد.

## استخدامها للعلاج

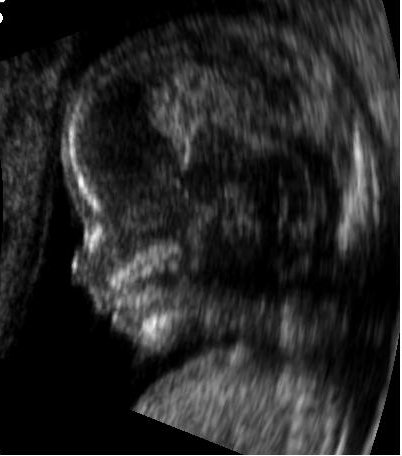
صورة موجات فوق صوتية لجنين داخل الرحم في أسبوعه الرابع عشر

من الاستخدامات المهمة للموجات التصواتية هو استخدامها في الطب وبالذات في الكشف عن الجنين في بطن أمه وهل هو حي أم ميت، حيث أنه عندما يسلط الطبيب مصدر تلك الموجات على رحم الام تنعكس تلك الموجات وعندما يكون قلب الجنين ينبض فان زمن انعكاس أو ارتداد تلك الموجات يختلف تبعا لانقباض عضلة قلب الجنين وانبساطها وذلك يعود لتغيير بسيط في المسافة التي تقطعها الموجة قبل أن ترتد، مما يعطي الجهاز المستقبل للموجات المنعكسة الفرصة لتسجيل تلك النبضات وبالتالي تظهر على شاشة الطبيب حركة القلب أي أن الجنين يكون حيا، لكن لو كان الجنين ميتا فإن الموجات ترتد في نفس الزمن. كما ان تستخدم الموجات فوق الصوتية في تشخيص اورام البطن والحوض وفي الكشف عن العديد من امراض الجهاز الهضمي والبولي وكذا في فحص الغدة الدرقية والثدى إلى جانب فحص الخصية ويستخدم نظام خاص وهو الدوبلير في معاينة جريان الدم في الاوعية الدموية لذا فهو يستخدم في تشخيص امراض الاوعية الدموية.
وللموجات فوق السمعية استخدامات أخرى عديدة حيث تستخدم في تقدير عمق البحار والمحيطات والكشف عن التجمعات السمكية والجبال الجليدية في البحار والمحيطات ويستخدم القانون التالي في تقدير عمق البحار والمحيطات : المسافة = (سرعة موجة الصوت ×الزمن)÷2
و تستخدم أيضا هذه الموجات في فحص لحام المعادن والمسبوكات حيث يتم تسليط هذه الموجات باستخدام أجهزة خاصة وقياس شدة الموجات المنعكسة وبالتالي يمكن الكشف عن المناطق التي لم يكتمل لحامها جيدا أو التي تحتوي فقاعات من الهواء.
كما تستخدم الموجات فوق السمعية في تعقيم المواد الغذائية وتستخدم في المجالات الطبية في تفتيت حصيات الكلى والحالبين.

## الدوبلر

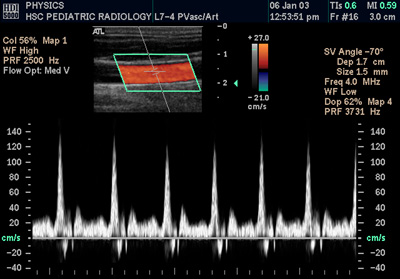
صورة لشاشة جهاز دوبلر يظهر فيها رسم تخطيطي لنبض الشريان السباتي

يمكن تحسين صورة الأمواج باستخدام تأثيرات الدوبلر والذي يستعمل لدراسة جريان الدم بالأوعية الدموية، لذلك فاستخدامه مفيد في الدراسات القلبية الوعائية.
تكون الصورة عادةً ملونة، فيظهر الدم اما بلون أحمر أوأزرق حسب اتجاه الجريان بالنسبة للمجس الفاحص. ويقدم الجهاز معلومات ممتازة في تقييم صمامات القلب وارتفاع الضغوط الدموية في الأوعية الدموية.

## معرض الصور

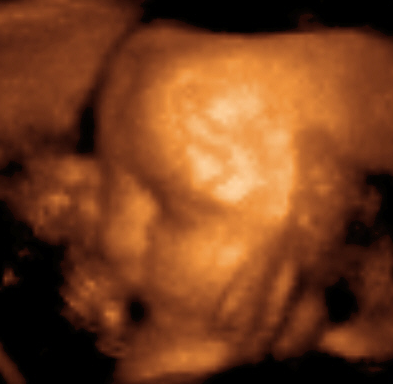
صورة ثلاثية الأبعاد لجنين عمره 29 أسبوع.
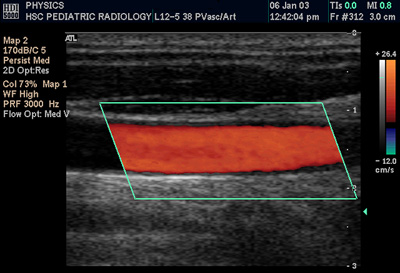
صورة لمقطع عرض شاشة.
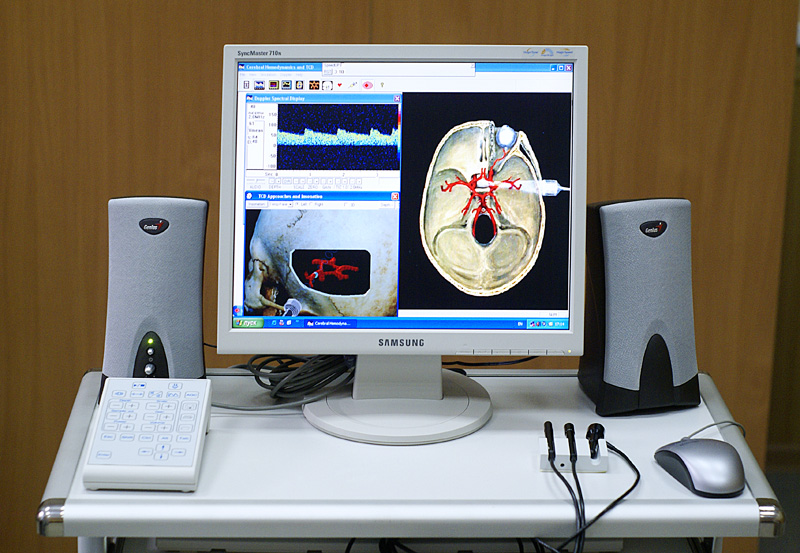
تحليل لسرعة جريان الدم بالأوعية.

## اقرأ أيضا
- تخطيط القلب
- تخطيط صدى القلب
- تخطيط صدى القلب عبر الصدر
- تخطيط صدى القلب الدوبلري
- تخطيط كهربائية القلب
- تخطيط صدى كلوي
- تخطيط صدى معزز بالتباين
- تخطيط قلب بالمعاوقة
- تصوير الأوردة بالممانعة
- تخطيط كهربية الدماغ
- تخطيط صدى الدماغ
- تخطيط الدماغ المغناطيسي
- تخطيط الصدى التوليدي
- تصوير طبي
- تصوير طبي بأشعة غاما
- كاميرا أشعة غاما
- علاج بالرنين المغناطيسي
- أشعة سينية
- أشعة سينية سطحية
- أمواج فوق صوتية علاجية